# 摩纳哥护照
摩納哥護照是簽發給摩納哥公民的國際旅行證件。2009年共有6,000本有效流通中。護照顏色為勃根地酒紅並有國徽及「摩納哥公國」字樣。

## 簽證要求
根据2025年1月8日发布的亨利护照指数，摩纳哥护照可免签证、落地签证或电子签证入境178个国家和地区，位居世界第15，与保加利亚、罗马尼亚护照并列。

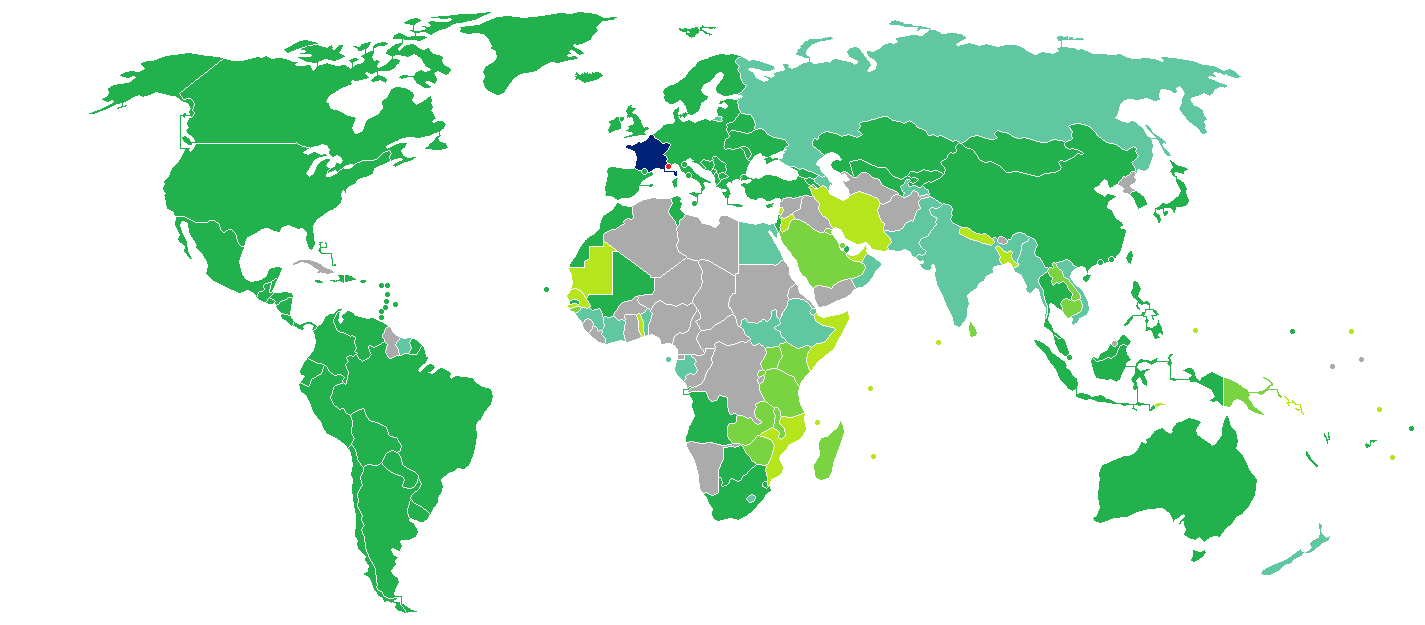
摩納哥公民簽證要求：
免签证/电子许可
落地签证
电子签证
可于入境时领取预先批准的签证
需要签证